# Федулаев, Леонид Ильич
Леони́д Ильи́ч Федула́ев (5 (17) марта 1876 — 29 мая 1951) — русский офицер-артиллерист, генерал-майор (1917), участник Русско-японской и Первой мировой войн и Белого движения на Юге России. Георгиевский кавалер. Участник Екатеринославского похода (1918). Белоэмигрант.

## Биография
Из потомственных дворян Таврической губернии, уроженец Санкт-Петербургской губернии. Православного вероисповедания.
Воспитывался и получил общее образование в губернском городе Полтаве, в Петровско-Полтавском кадетском корпусе, по окончании которого в сентябре 1894 года в губернском городе Москве вступил в военную службу юнкером Александровского военного училища. По окончании (по 1-му разряду) учёбы в училище, в августе 1896 года был произведен в подпоручики, с назначением на службу в 5-ю вылазочную батарею Ковенской крепостной артиллерии. В августе 1900 года произведен в поручики.
В марте 1901 года был переведен в 28-ю артиллерийскую бригаду, расквартированную близ Ковно. В сентябре 1903 года произведен в штабс-капитаны.

### Участник Русско-японской и Первой мировой войн
В июле 1904 года штабс-капитан Федулаев был переведен в 1-й Сибирский артиллерийский дивизион, в составе 2-й батареи которого принимал участие в сражениях Русско-японской войны. За боевые отличия был удостоен четырёх орденов и досрочно — чина капитана.
В мае 1906 года капитан Федулаев был переведен в 13-ю артиллерийскую бригаду, расквартированную в Севастополе и входившую в состав 13-й пехотной дивизии 7-го армейского корпуса. С 25.01.1907 — старший офицер 6-й батареи. В 1913 году окончил курс Офицерской артиллерийской школы с оценкой успешно.
С июля 1914 года — участник Первой мировой войны в составе 13-й артиллерийской бригады. С начала августа 1914 года командовал 1-й батареей. В конце августа 1914 года был произведен в подполковники, в ноябре 1915 года — в полковники.
В июне 1916 года назначен командиром 2-го дивизиона той же 13-й артиллерийской бригады. В августе 1917 года произведен в генерал-майоры.
После Октябрьской революции в Петрограде, к январю 1918 года, 13-я артиллерийская бригада была украинизирована. Генерал-майор Федотьев в 1918 году служил в украинской армии гетмана Скоропадского, в составе 8-го корпуса, расположенного в Екатеринославе.

### УчастникБелого движения
В ноябре—декабре 1918 года, вместе с принявшими добровольческую ориентацию частями 8-го корпуса украинской армии, участвовал в Екатеринославском походе под командованием генерала И. М. Васильченко. По прибытии в Крым был зачислен в состав Добровольческой армии. С отходом Крымско-Азовской армии на Ак-Монайские позиции находился в резерве чинов ВСЮР. В Крыму командовал артиллерийским дивизионом, затем 1-м лёгким артиллерийским полком. 
В 1920 году участвовал в боях в Северной Таврии в составе Русской армии генерала Врангеля. В ноябре 1920 года вместе с остатками «белой» армии генерала Врангеля эвакуирован на Галлиполи.

### Эмигрант
В 1921 году находился интернированным в лагерях для русских воинов в Галлиполи. Затем перебрался в Югославию, оттуда эмигрировал во Францию, там поселился в Каннах, на Лазурном Берегу. Был избран председателем каннского отдела Зарубежного союза русских военных инвалидов, состоял в местном отделе Общества галлиполийцев и в Обществе артиллеристов.
Скончался в Ментоне 29 мая 1951 года. Похоронен на местном кладбище.

## Награды
- Орден Святой Анны 4-й степени с надписью «За храбрость» (1904; утв. ВП от 11.08.1905)
- Орден Святого Станислава 3-й степени с мечами и бантом (1905; утв. ВП от 18.12.1905)
- Орден Святой Анны 3-й степени с мечами и бантом (1905; утв. ВП от 17.12.1906)
- Орден Святого Станислава 2-й степени с мечами (1905; утв. ВП от 18.01.1907)
- Медаль «В память русско-японской войны» (1906)
- Орден Святой Анны 2-й степени (06.12.1910; ВП от 25.02.1911)
- Медаль «В память 300-летия царствования Дома Романовых» (1913)
- Орден Святого Владимира 4-й степени с мечами и бантом (ВП от 08.02.1915, страница 14)
  - мечи к имеющемуся ордену Святой Анны 2-й степени (ВП от 08.02.1915, страница 18)
- Высочайшее благоволение (ВП от 06.11.1915), — за отличия в делах против неприятеля
- Орден Святого Владимира 3-й степени с мечами (ВП от 07.10.1916)
- Орден Святого Георгия 4-й степени (утв. ВП от 13.11.1916), — …за то, что, будучи в чине подполковника и командуя 1-й батареей названной [13-й артиллерийской] бригады, в бою 13-го июля 1915 года при местечке Сокаль, когда наши части отошли под натиском противника и обнажили левый фланг 76-го пехотного Кубанского полка, он со своей батареей по собственной инициативе остался на позиции без прикрытия, левее этого полка, с целью не дать противнику обойти фланг. Своим энергичным огнём, доходившим до картечного, он отбил ряд атак пехоты противника, что в результате дало возможность полку удержаться на своей позиции, а отошедшим частям восстановить прежнее положение.[15]

## Комментарии
1. ↑  По другим данным, Леонид Ильич Федулаев родился Туркестане, — сын русского офицера-артиллериста Федулаева Ильи Фёдоровича, 1838 года рождения, служившего в Туркестане, имевшего 6 детей, участника кампаний 1860 и 1870 годов, и дослужившегося в 1892 году до полковника (см: «Список полковникам по старшинству. Составлен по 1 января 1901 года»); с 1896 года он — командир 3-го Гвардейского летучего артиллерийского парка, расквартированного в Стрельне, Санкт-Петербургской губернии, уволенный от службы Высочайшим приказом от 19.01.1901, с производством в генерал-майоры, с мундиром и пенсией.
2. ↑  Числящийся в 1913—1914 годах в 13-й артиллерийской бригаде однофамилец Леонида Ильича Федулаева —находящийся в постоянной командировке старшим адъютантом штаба 13-й пехотной дивизии штабс-капитан Федулаев Владимир Ильич, 1885 года рождения, уроженец города Ташкента (см: «Список (по старшинству в чинах) генералам, штаб- и обер-офицерам и классным чиновникам 13-й артиллерийской бригады (к 1-му января 1914 года)», страница 19), вероятно — его родной брат.